# 台湾総督府鉄道400形蒸気機関車

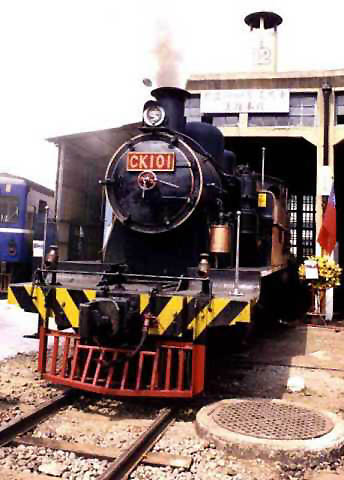
CK101

400形は、日本統治時代の台湾総督府鉄道が導入し、太平洋戦争後は台湾鉄路管理局が使用した、2気筒単式の過熱式のタンク式蒸気機関車である。台湾鉄路管理局ではCK100型と称し、8両が製造された。

## 概要
1910年代に日本は過熱式蒸気機関車の国産化に成功し、台湾の蒸気機関車も国産となるのは自然の流れであった。この頃台湾総督府鉄道では、牽引力のある汽車製造製の50形（後の台湾鉄路管理局CK50型）14両が、縦貫線で主力として使用されていた。台湾総督府鉄道では、性能を向上させた改良型を同社から購入し、50形を置き換えることとした。400形は、1917年度に4両（製造番号239 - 242 : 400 - 403）、1919年度に4両（製造番号374 - 377 : 404 - 407）が製造された。

## 構造
本形式と200形、300形は、初期の過熱式機関車であり、本形式は50形の設計を踏襲した。車軸配置は2-6-2 (1C1) で、第2動輪はフランジレスであった。しかし、飽和蒸気を使用する50形に対し、本形式では過熱蒸気を使用することで、性能を高めた。
1917年7月に使用が開始された50形よりも、石炭の使用量が節約されるとともに、運転速度も向上され、乗務員には好評であった。

## 主要諸元
- 全長：11,405mm
- 全高 : 3,596mm
- 軌間 : 1,067mm
- 車軸配置 : 2-6-2 (1C1)
- 動輪直径 : 1,250mm
- 弁装置：ワルシャート式
- シリンダー（直径×行程） : 406mm×559mm
- ボイラー圧力 : 13.0kg/cm2
- 火格子面積 : 1.20m2
- 全伝熱面積 : 82.4m2
  - 過熱伝熱面積 : 18.6m2
  - 全蒸発伝熱面積 : 63.8m2
    - 煙管蒸発伝熱面積 : 57.7m2
    - 火室蒸発伝熱面積 : 6.1m2
- 大煙管（直径×長サ×数）：127mm×3,962mm×12本
- 小煙管（直径×長サ×数）：45mm×3,962mm×70本
- 機関車運転整備重量 : 48.78t
- 機関車空車重量 : 41.16t
- 機関車動輪上重量 : 37.09t（運転整備時）
- 機関車動輪軸重（最大） : 14.07t（第2動輪上）
- 水タンク容量：6.8m3
- 燃料積載量：1.80t
- 機関車性能
  - シリンダ引張力：8,120kg

## 運用

### 日本統治時代
当初、400と401は台北と基隆に配置され、宜蘭線北部で使用された。8両全部が揃うと、台中、嘉義にも配置され、50形とともに幹線系で使用された。タンク式で2-6-2という車軸配置は、前進ばかりでなく後進運転にも便利で、500形などの大型テンダー機関車が導入されると、支線区へ移って行った。1926年（大正15年）には、基隆に5両、台中に3両が配置されていた。1937年（昭和12年）にC12形が登場すると、大半が北部に移り、八堵 - 宜蘭間や平渓線で使用された。また、1両のみが高雄にとどまって、高雄臨港線や屏東線で使用された。

### 戦後
戦後は、タンク機関車の一形式として、CK100型 (CK101 - CK108) と改称された。戦後40年間は、平渓線や新店線といった北部の支線で使用され、C12形とともに支線区での客貨両用に愛用された。しかし、時代とともに老朽化も進み、鉄道の電化が始まった1974年（民国63年）12月1日に退役し、約60年の生涯を終えた。

## 保存
1979年（民国68年）に電化工事が完成すると、蒸気機関車は全て退役した。CK101は鉄道博物館で保存されていたが、その後は嘉義機関区の扇形庫に移動した。嘉義機関区扇形庫が取り壊しとなった際に、台北機廠で整備を受け、1998年（民国87年）6月9日の鉄路節に、動態保存機関車の1両として、正式に復活した。現在は、彰化駅西北方にある彰化扇形庫で保存されている。

## 同形機
常総鉄道8形 (8, 9)
1924年（大正13年）12月に常総鉄道が汽車製造で製造した車軸配置2-6-2 (1C1) のタンク機関車（製造番号818, 819）である。形態は非常によく似ているが、こちらは飽和式でボイラが若干細めであった。運転整備重量は47.5t、動輪直径は1,245mmである。
9は1958年（昭和33年）に廃車となったが、8は1960年代後半まで使用された。